# 親鸞、幻の如くなる一期
『親鸞、幻の如くなる一期』（しんらん、まぼろしのごとくなるいちご、英題：Shinran, Life is impermanent like an illusion）は、大谷千正が作曲したプロローグ・全3幕5場・エピローグから成るグランド・オペラ。台本は花月真による。

## 概要
- 2001年に発案後、2007年から2011年にかけて作曲され、2011年9月11日、京都コンサートホール大ホールにて初演
- 演奏時間：約130分

## 物語の時代背景
- 時：鎌倉時代（1206年（建永元年）の暮れ - 1212年（建暦2年）の2月頃）
- 所：京・越後
- 物語は、承元の法難に基づく

## 登場人物
- ソリスト：親鸞（ハイ・バス）
- 恵信尼（メゾソプラノ）
- 後鳥羽上皇（バリトン）
- 伊賀局〈別名、亀菊〉（メゾソプラノ）
- 住蓮（テノール）
- 安楽〈別名、遵西〉（テノール）
- 松虫（ソプラノ・リリコ）
- 鈴虫（メゾソプラノ）
- 首切り役人（バリトン）
- 合唱：村人たち（混声8部合唱）
- 僧侶たち（男声合唱）

## オーケストラ
2管編成

## 合唱
混声8部合唱・男声合唱

## あらすじ
前奏曲
プロローグ
前奏曲に続き、恵信尼の回想場面で始まる（恵信尼、最晩年、親鸞の死の翌年、1263年。覚信尼からの手紙に応えるように）。
やがて、時代は半世紀以上、遡る…（第I幕へ）。
第I幕
法然の高弟、安楽・住蓮は、美男の上に大変な美声の持ち主。そのため、2人が開く念仏の会は、いつも人で溢れ、とりわけ女性の信者が多かった。
2人は1206年（建永元年）の暮れ、京都・鹿ヶ谷の草庵で、別時念仏（時間を定めて念仏を唱える）の会を催す。集まりは盛況で、その中には、後鳥羽上皇に寵愛されている松虫・鈴虫ほか、院の女官たちも数人紛れ込んでいた。老若男女が集い、スター僧侶の安楽・住蓮と、親鸞の礼讃に聞き惚れる。
伊賀局は、ひそかに親鸞に思いを寄せている。親鸞にうまく近づき、心の内を吐露するが、にべもなく断られ、恨みを抱く。
やがて称名念仏の声が草庵から流れだし、夜は次第にふけてゆく…。
- 〈第1場〉鹿ヶ谷（物語の発端を提示）　華やかな法会の場面　- ダンス -
- 〈第2場〉夜半、草庵にて…（親鸞と伊賀局の関係を示す）　同夜、夜半にかけて

第II幕
鹿ヶ谷の念仏会が大醜聞に発展する。念仏会は、安楽・住蓮と松虫・鈴虫の密通のための隠れ蓑であったと伊賀局らが云うのである。松虫・鈴虫は、伊賀局に唆され、掟を破って鹿ヶ谷に外泊し、思い余って自ら剃髪してしまうのであった。この醜聞が後鳥羽上皇の耳に届く。伊賀局の執拗かつ巧妙な諫言に突き動かされて、ついに上皇は、念仏宗に大鉄槌を下すことを決意する。
幕の最後では、追っ手の首切り役人が大音声で罪状を言い渡し、斬首を命じる最大の見せ場が展開する。
- 〈第1場〉後宮（伊賀局の策略と、そのことによって引き起こされた後鳥羽上皇の怒り…）
- 〈第2場〉山小屋（物語のピーク：追っ手によって捕えられた松虫・鈴虫、安楽・住蓮は、やがて死罪となる）

第III幕　蜉蝣（越後、親鸞の回想・怒り…）
後鳥羽の大鉄槌は、峻厳そのものであった。念仏僧の拷問が相次ぎ、弾圧は過酷なものとなった。
安楽と住蓮は死罪。親鸞は越後に配流。その他、高弟が死罪および流罪となった。親鸞は還俗させられ、念仏宗も全面的に禁止された。
第三幕は、親鸞の激しい苦悩のアリアで始まる…。やがて、時空を超えて、晩年の後鳥羽上皇が現れ、「無常講式」が親鸞のアリアと重なる。さらに、物語冒頭の晩年の恵信尼の歌が重なり、三重唱となり、次第に、後鳥羽、親鸞とその姿を消してゆく…。
エピローグ
最後に、一人残った、年老いた恵信尼の、懐かしき夫の古き思い出話として、この事件が振り返られ、静かに幕となる…。「幻の如くなる一期…」。
終わりの合唱

## 楽譜
- オーケストラ・スコア：菊倍判、340p.,　国際芸術連盟、2012年3月。 ISBN 978-4-906616-86-2。

## 音源
- 初演時実況録音盤：音源配信、JILA-STORE、2012年4月。